# 延定之
延定之，字主静，初名延永靖，以《春秋》考中明朝景泰四年（1453年）癸酉科举人，平定延氏五世祖。
成化五年（1469年），延定之擔任山西宁州知州，辦事幹練，修築城池作保障，讓边民依赖；十七年（1481年），调任山东曹州，谒见魯莊王朱陽鑄，魯莊王寫下序《廉勤》嘉獎他，九年內考教化人民，晋阶奉直大夫、协王庶尹，入祀乡贤，名宦二祠。